# Felicjan Plato Bałaban
Felicjan Plato Bałaban (ur. 20 października 1891 w Husiatynie, zm. 1 lutego 1975 we Wrocławiu) – pułkownik żandarmerii Wojska Polskiego.

## Życiorys
Felicjan Plato Bałaban urodził się 20 października 1891 w Husiatynie, w rodzinie Karola i Sydonii (lub Stefanii). W latach 1898–1901 uczęszczał do Szkoły Ludowej w Tłumaczu, a w latach 1901–1902 do Gimnazjum Wyższego w Stanisławowie. W latach 1902–1907 pobierał nauki w Gimnazjum Jezuitów w Bąkowicach. W 1910 ukończył VIII klasę i zdał egzamin dojrzałości w C. K. Gimnazjum w Brzeżanach. W latach 1910–1914 studiował na Wydziale Prawa i Nauk Politycznych Uniwersytetu Lwowskiego. Absolutorium uzyskał w 1917. Przed I wojną światową rozpoczął pracę w Powiatowej Kasie Oszczędności w Brzeżanach w charakterze bilansisty. Był członkiem Związku Walki Czynnej i „Strzelca”. Występował wówczas pod pseudonimem „Felek”. W 1935 ożenił się z Wandą Nowak.

## Służba w Legionach Polskich i c. k. armii
4 sierpnia 1914 rozpoczął służbę w Legionach Polskich. Do 25 marca 1915 walczył w 2 kompanii I batalionu 1 pułku Legionów. Następnie przeniesiony został do Oddziału Żandarmerii Polowej I Brygady Legionów Jana Jur-Gorzechowskiego. Posługiwał się wtedy pseudonimem „Orszuł”. Do 24 lipca 1915 był szefem Ekspozytury Etapowej Żandarmerii w Kętach. W sierpniu i wrześniu tego roku, w Lublinie pod kierownictwem ppor. Adama Koca ps. „Witold” prowadził nielegalną działalność agitacyjno-werbunkową do Legionów. Od 26 listopada do 15 lutego 1916 dowodził posterunkiem żandarmerii w Kowlu. 24 marca 1917 został przeniesiony do Żandarmerii II Brygady Legionów. 1 kwietnia tego roku rozpoczął miesięczne szkolenie na Wyższym Kursie Szkoły Żandarmerii w Warszawie. Był to kurs dla starszych podoficerów przewidzianych do objęcia stanowisk oficerskich. Uzyskał pierwszą lokatę na 24 słuchaczy i jednego hospitanta. 1 lipca 1917 został dowódcą posterunku żandarmerii przy 2 pułku ułanów w Mińsku Mazowieckim. Po kryzysie przysięgowym znalazł się w Żandarmerii Polowej Polskiego Korpusu Posiłkowego (niem. Feldgendarmerie des Polnischen Hilfskorps). Do korpusu wcielony został z innymi legionistami pochodzącymi z Galicji, którzy złożyli przysięgę na wierność cesarzowi Wilhelmowi II. W żandarmerii korpusu dowodził posterunkiem Nr 7 w Medyce przy 2 pułku ułanów. W październiku 1917 wraz z korpusem skierowany został na front do Bukowiny. W nocy z 15 na 16 lutego 1918 część II Brygady Legionów przeszła na stronę ententy (zobacz biogram Romana Góreckiego). Pozostali, którym nie udało się przebić przez linię frontu austriacko-rosyjskiego zostali internowani lub uwięzieni. Felicjan Platon Bałaban do 10 kwietnia 1918 był internowany w obozie Talaborfalva na Węgrzech. Następnie został wcielony do cesarsko-królewskiej armii i skierowany na front włoski. Do 30 października dowodził plutonem w 27 batalionie strzelców.

## Służba w Wojsku Polskim
2 listopada 1918 wstąpił do Wojska Polskiego w stopniu podchorążego i wziął udział w obronie Lwowa. Walczył na Odcinku I, a następnie Odcinku V (Szkoła Sienkiewicza). Po reorganizacji oddziałów wojskowych walczących o Lwów został oficerem prowiantowym II batalionu 1 pułku Strzelców Lwowskich. Do 1 lutego 1920 uczestniczył w walkach z Ukraińcami i bolszewikami.
1 lutego 1920 został przeniesiony z korpusu piechoty do korpusu żandarmerii i wyznaczony na stanowisko szefa Sekcji I Organizacyjno-Mobilizacyjnej (później Wydziału Organizacyjnego) Dowództwa Żandarmerii Polowej przy Naczelnym Dowództwie WP. 1 marca został awansowany na podporucznika, a już 1 kwietnia został zweryfikowany w stopniu rotmistrza. W Dowództwie Żandarmerii Polowej pełnił służbę do 24 maja 1921 po czym został skierowany na Górny Śląsk z zadaniem zorganizowania i wyszkolenia żandarmerii powstańczej. Został kierownikiem wyszkolenia żandarmerii w Naczelnym Dowództwie III powstania śląskiego. 27 lipca 1921 został dowódcą plutonu żandarmerii Wejherowo wchodzącego w skład 8 dywizjonu żandarmerii w Toruniu. W okresie od 1 listopada 1921 do 1 października 1922 był oddelegowany do Grupy Operacyjnej generała Szeptyckiego, której zadaniem było zajęcie Górnego Śląska. W dowództwie grupy pełnił obowiązki szefa bezpieczeństwa. Po rozformowaniu grupy operacyjnej przeniesiony został do 6 dywizjonu żandarmerii we Lwowie, w którym kolejno zajmował stanowiska: komendanta oddziału szkolnego (do 30 kwietnia 1923), kierownika Kadry (do 31 grudnia 1925) i zastępcy dowódcy dywizjonu (do 30 listopada 1926). Z dniem 1 grudnia 1926 został przeniesiony do Głównej Komendy Policji Państwowej na przeciąg sześciu miesięcy. Pełnił tam obowiązki naczelnika Wydziału IV – Centrala Służby Śledczej. Termin powrotu do wojska przesuwano mu co sześć miesięcy. Z dniem 13 listopada 1928 został przeniesiony z 6 dywizjonu żandarmerii do kadry oficerów żandarmerii i równocześnie wyznaczony na stanowisko w Dowództwie Żandarmerii Ministerstwa Spraw Wojskowych w Warszawie.
11 kwietnia 1929 powierzono mu pełnienie obowiązków dowódcy żandarmerii Ministerstwa Spraw Wewnętrznych, a po awansie na podpułkownika wyznaczono na to stanowisko. Równocześnie w latach 1936–1938 piastował funkcję prezesa Zarządu Polskiego Związku Szermierczego.
1 września 1939 mianowany został naczelnym szefem żandarmerii w Sztabie Naczelnego Wodza. W czasie kampanii wrześniowej ewakuował się do Rumunii, gdzie został internowany w obozie Târgoviște. 8 lutego 1941 przetransportowany z Rumunii do Austrii, a następnie osadzony w Oflagu VI B w Dössel, w którym przebywał do końca II wojny światowej w Europie. Po wyzwoleniu przez Amerykanów powrócił do kraju.
Zmarł 1 lutego 1975 we Wrocławiu. Pochowany na Cmentarzu Lipowym w Gliwicach (sektor C2-II-13).

## Awanse
- kapral – 1914
- wachmistrz – 1915
- starszy wachmistrz – 1916
- starszy wachmistrz podchorąży – 1917
- podchorąży – 1918
- podporucznik – 1 marca 1920
- porucznik – 30 lipca 1920 zatwierdzony z dniem 1 kwietnia 1920, warunkowo do ukończenia prac przez Komisję Weryfikacyjną[12]
- rotmistrz – 1 kwietnia 1920, 3 maja 1922 zweryfikowany w stopniu kapitana ze starszeństwem z dniem 1 czerwca 1919 i 4. lokatą w korpusie oficerów żandarmerii
- major – 1 lipca 1923
- podpułkownik – 18 lutego 1930 ze starszeństwem z dniem 1 stycznia 1930 i 1. lokatą w korpusie oficerów żandarmerii[13]
- pułkownik – 1936[14]

## Ordery i odznaczenia
- Krzyż Niepodległości (20 stycznia 1931)[15]
- Krzyż Oficerski Orderu Odrodzenia Polski (10 listopada 1928)[16]
- Krzyż Walecznych (dwukrotnie)
- Złoty Krzyż Zasługi (18 marca 1932)[17]
- Krzyż na Śląskiej Wstędze Waleczności i Zasługi[18]
- Medal Pamiątkowy za Wojnę 1918–1921[18]
- Medal Dziesięciolecia Odzyskanej Niepodległości[18]
- Państwowa Odznaka Sportowa[19]
- Odznaka Strzelecka[19]
- Order Zasługi II klasy (Węgry, zezwolenie w 1933)[20]